# Sansevieria pinguicula
Espèce
Classification APG III (2009)
Sansevieria pinguicula, également appelée Dracaena pinguicula, est une espèce de plantes de la famille des Liliaceae et du genre Sansevieria. 

## Description
Plante succulente, Sansevieria pinguicula est une espèce de sansevières à courtes feuilles érectiles (12 à 30 cm de longueur et 2,8 à 3,5 cm de largeur), très concaves (quasiment semi-circulaires), charnues (en particulier au milieu de la feuille), lisses, se terminant par une épine, de couleur verte ne présentant quasiment pas de striures (dans son environnement naturel mais pouvant développer des bandes vert-clair en culture) avec des bords rouge-brun marqués. Elles poussent sur une courte tige émergeant depuis le rhyzome par cinq à sept feuilles disposées en rosette. Les inflorescences mesurent de 15 à 32 cm de longueur avec des groupes de quatre à six fleurs.
Elle a été identifiée comme espèce à part entière en 1964 par le botaniste suisse Peter René Oscar Bally (en).

## Distribution et habitat
L'espèce est originaire de l'Afrique de l'Est, présente uniquement dans la région de Bura au Kenya,. Elle pousse dans les zones ouvertes des savanes sèches entre 50 et 250 m d'altitude, dans l'une des régions les plus arides du Kenya.

## Synonymes
L'espèce présente des synonymes, :
- Sansevieria pinguicula subsp. disticha (Pfennig ex Butler, 2012)
- Sansevieria pinguicula f. disticha (Pfennig ex Butler, 2012 ; L.E. Newton & Thiede, 2015)
- Dracaena pinguicula (Bally, 1964 ; Byng & Christenh., 2018)

et une variété :
- Sansevieria pinguicula var. nana (Chahinian, 2013)